# Bochs
Cet article possède un paronyme, voir bosch.
 (juillet 2018).
Si vous disposez d'ouvrages ou d'articles de référence ou si vous connaissez des sites web de qualité traitant du thème abordé ici, merci de compléter l'article en donnant les références utiles à sa vérifiabilité et en les liant à la section « Notes et références ».
Bochs (prononcer « box ») est un émulateur libre portable de processeur x86 et x86-64 et de compatibles IBM-PC  fonctionnant sur différentes architectures matérielles et notamment Motorola 68000 et PowerPC à ses débuts.
Il est capable d'émuler le BIOS, notamment en utilisant SeaBIOS, et les périphériques usuels des compatibles PC. Il permet ainsi d'exécuter simultanément Linux et Windows en tant qu'invités sur un hôte exécutant déjà Linux, Windows ou même Mac OS X. Dans ce dernier cas, l'utilisation des bibliothèques X est nécessaire.
Kevin Lawton est l'auteur originel de ce logiciel libre publié sous licence GNU LGPL en 2000 à la suite du rachat et libération par MandrakeSoft, devenue depuis Mandriva.
Bochs a été élu projet du mois sur SourceForge.net en août 2004.

## Architecture
| Logiciels de contrôle |

| Espace utilisateur |
| Linux              |
| Pilotes            |

| Espace utilisateur |
| Windows            |
| Pilotes            |

## Émulation
Bochs peut être compilé pour émuler un processeur 386, 486, Pentium I, Pentium II, PentiumIII, Pentium4 ou un processeur 64 bits (x86-64).